# OSSA TR
|  | No s'ha de confondre amb Ossa TRi. |

L'OSSA TR, comercialitzada també com a Trial i coneguda al mercat anglosaxó com a Gripper, fou un model de motocicleta de trial fabricat per OSSA entre 1977 i 1985. Al llarg de la seva vida comercial se'n produïren tres versions amb les següents característiques generals: motor de dos temps monocilíndric refrigerat per aire, disponible en dues cilindrades (inicialment de 244 i 310 cc i, d'ençà de 1980, de 230 i 302 cc), bastidor de doble bressol, frens de tambor i amortidors de forquilla convencional davant i telescòpics darrere. Un tret característic de totes les versions fou la seva estètica inconfusible i especialment l'adopció d'un color llampant, fins al punt que la moto era coneguda popularment més pel seu color que no pas per la seva denominació comercial (des de la inicial TR 77, coneguda com a OSSA Verda, fins a la famosa OSSA Groga, nom amb què ha passat a la història la TR 80, sense oblidar les posteriors versions carbassa i vermella).
Llançada cap a l'estiu de 1977, la primera versió de la TR era una mera evolució de l'anterior model de trial de la marca (la reeixida MAR de 1972), amb una estètica renovada. A partir de la segona versió -la revolucionària TR 80 desenvolupada per Mick Andrews durant el 1979 i llançada el 1980- la moto experimentà un canvi tecnològic radical. Les nombroses innovacions que aportava tornaren a situar l'empresa al capdavant del sector del trial, tant en el vessant esportiu com en el comercial, fins que la forta crisi que arrossegava des de 1978 en causà el tancament definitiu cap a 1982, per bé que la TR se seguí fabricant artesanalment fins al 1985. Gairebé 30 anys més tard, el 2010, l'èxit de les TR fou reprès per la nova empresa gironina Ossa Factory, que inicià la seva activitat tot produint un innovador model de trial anomenat TR 280i.

## Història

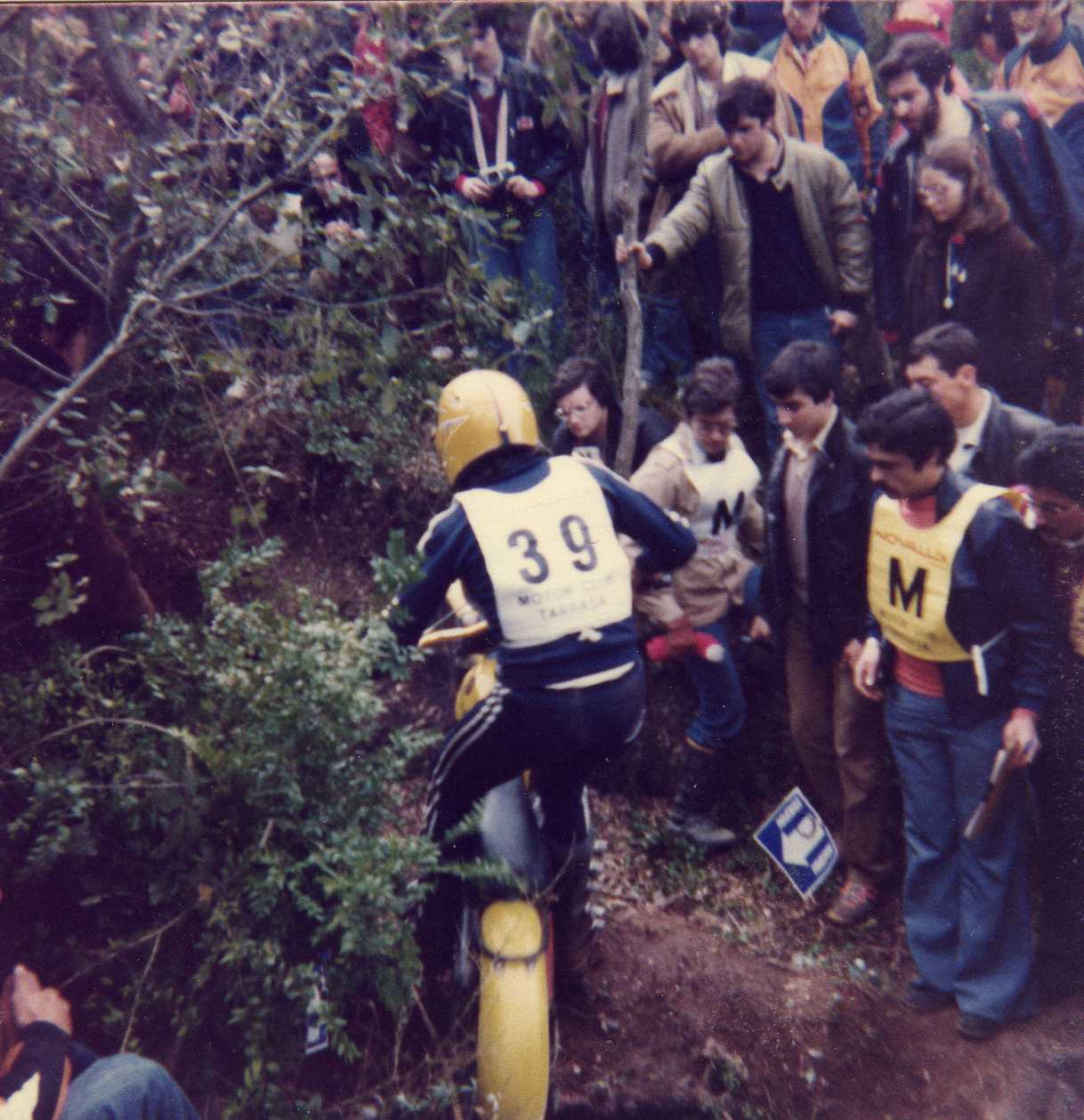
Albert Juvanteny amb el prototipus d'OSSA groga al Trial de Sant Llorenç de

El 1977, OSSA decidí renovar la clàssica imatge de la seva emblemàtica MAR -tradicionalment blanca amb franges verdes- i a la primavera es presentà al Saló de l'Automòbil de Barcelona la nova versió amb dipòsit i tapes totalment verds, logotips en grosses lletres carbasses i parafangs blancs, una combinació atípica. De passada, s'aparcà definitivament la històrica denominació de Mick Andrews Replica (Andrews havia passat a Yamaha el 1973) i la nova versió es batejà com a OSSA Trial (o TR, indistintament). Tot i el canvi estètic, la moto tenia prop de sis anys d'antiguitat i no obtingué gaire èxit al mercat. A finals d'any, l'empresa entrà en crisi i hagué de sobreviure de forma precària.
Abans de començar la temporada de 1978, Mick Andrews abandonà Yamaha i es comprà una OSSA TR 77 per a córrer el campionat British Experts. En saber-ho, els directius de la marca s'hi posaren en contacte i el tornaren a fitxar com a pilot de fàbrica. La temporada fou un èxit i Andrews acabà quart als Sis Dies d'Escòcia de Trial i sisè al mundial, aconseguint la tercera posició al Trial de Sant Llorenç davant l'entusiasme dels afeccionats. La TR, però, ja no estava a l'altura dels models de la competència (la Bultaco Sherpa T, la Montesa Cota 348 i les recentment aparegudes SWM i Fantic). Conscients de la situació, l'enginyer d'OSSA Eduard Giró i Andrews tornaren a col·laborar en el desenvolupament d'un nou model de trial (assistits en aquesta ocasió per un altre enginyer de la casa, Màrius Borràs).
Durant la temporada de 1979, l'anglès i el seu company de marca Albert Juvanteny provaren en competició sengles prototipus d'allò que acabaria esdevenint la TR 80, uns prototipus que no passaven desapercebuts pel seu color groc (en contrast amb el verd de les TR 77 encara vigents). Mentrestant, Eduard Giró hagué d'abandonar OSSA (amb la resta de la seva família i nombrosos directius) quan l'empresa feu fallida. En la seva absència, l'enginyer Màrius Borràs s'encarregà de culminar el projecte i, un cop enllestit el desenvolupament, la nova OSSA TR80 350 es presentà a la tardor de 1979 al Saló de París, obtenint una bona acollida gràcies al seu excepcional disseny. La moto es comercialitzà a partir de 1980 en les cilindrades de 350 (groga) i 250 (inicialment groga i carbassa "albercoc" d'ençà de 1981). Per tal de competir amb opcions, OSSA fitxà aleshores el millor pilot català del moment, Toni Gorgot, amb el qual obtingué nombrosos èxits esportius i aconseguí que les vendes de la TR 80 es disparessin enormement (se n'arribaren a produir gairebé 5.000 unitats). Tot i així, el 1982 l'empresa va acabar tancant en no poder superar la seva crítica situació financera i Gorgot passà a Montesa.
Malgrat la fallida d'OSSA i després d'haver estat tancada la fàbrica molt de temps, alguns antics operaris miraren de reflotar l'empresa i endegaren la producció d'una nova versió actualitzada de la moto: la TR 303, apareguda el 1983 i muntada gairebé artesanalment fins al 1985. Aquesta versió, la darrera OSSA que es va produir, destacava pel seu color vermell tipus "Ferrari" i totes les unitats que se'n fabricaren es varen vendre a Itàlia.

## Palmarès

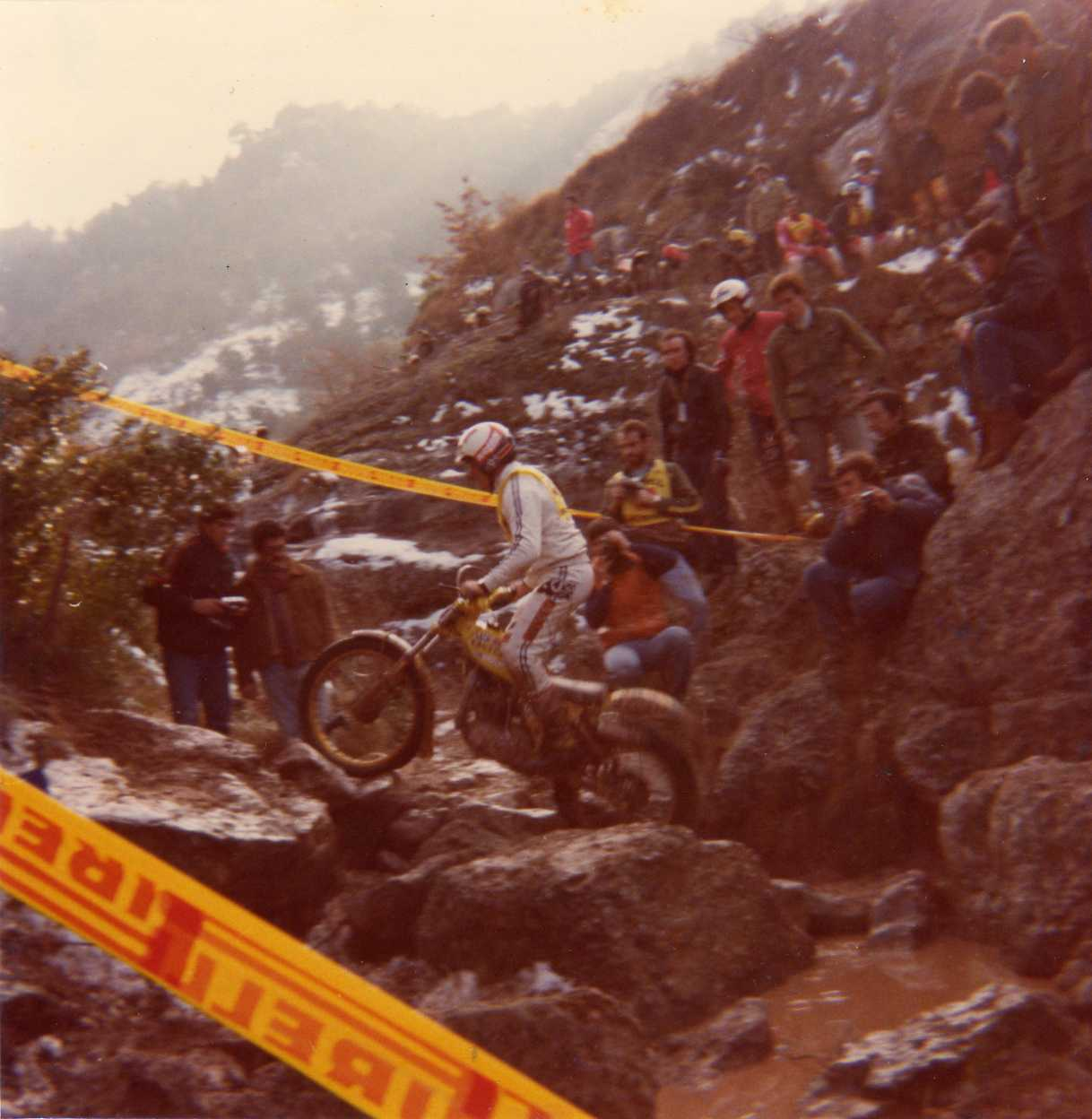
Toni Gorgot amb l'OSSA groga al Trial de Sant Llorenç de

Les OSSA TR varen assolir nombrosos èxits internacionals a mans de pilots de primer ordre, entre els quals dos Campionats d'Espanya de trial, els de 1980 i 1981, guanyats per Toni Gorgot (el 1980, a més, OSSA protagonitzà un insòlit doblet en aconseguir Albert Juvanteny el subcampionat estatal, a més de guanyar totes les altres categories: per marques, Sènior i Júnior) i tres dels Països Baixos (1980 a 1982, tots tres guanyats per Peter Van Enckevort).
Pel que fa als pilots que més varen destacar amb aquest model, a banda dels ja esmentats Andrews, Juvanteny, Gorgot i Van Enckevort cal recordar els catalans Quico Payà i Joaquim Abad i l'italià Renato Chiaberto. De tots ells, fou sens dubte Gorgot qui assolí els majors èxits, ja que amb la TR 80 guanyà els dos únics campionats d'Espanya que aconseguí la marca durant tota la seva història. Toni Gorgot obtingué també excel·lents resultats al campionat del món (destacant especialment la seva victòria al Gran Premi d'Itàlia de 1981) i esdevingué el millor estranger i millor debutant als Sis Dies d'Escòcia de 1981.

## Versions
Per bé que la denominació comercial d'aquest model era teòricament OSSA Trial, la moto era coneguda popularment arreu com a OSSA TR, amb la qual cosa segons les fonts o els mitjans consultats tan aviat s'hi poden trobar referències a l'«OSSA TR 77» com a l'«OSSA Trial 77», per a posar-ne un exemple. Val a dir que les dues primeres versions d'aquest model s'identificaven pel seu any de llançament (el 1977 aparegué la «TR 77» i el 1980, la «TR 80») i la tercera s'identificava, en canvi, per la seva cilindrada («TR 303»). Finalment, la manera com s'escriu la denominació comercial de la versió és encara més diversa i la mateixa moto es pot trobar documentada indistintament com a «TR 77», «TR77», «TR-77», «TR'77» o «TR/77» (i, conseqüentment, també com a «Trial 250/77» o «Trial 350/77»). Per acabar-ho d'adobar, és habitual també anomenar les versions simplement pel seu color («OSSA Verda», «OSSA Groga», «OSSA Carbassa» i «OSSA Vermella») i fins i tot es pot trobar documentada amb una combinatòria de tot plegat (per exemple, «OSSA TR-80 350 Groga»).
Atesa, doncs, la manca de consens sobre la nomenclatura pel que fa a aquesta motocicleta, en aquest article s'ha optat per a denominar el model «TR» i les versions «TR xx» (essent xx l'any o cilindrada identificadors).

### Llista de versions produïdes
| Versió                    | Cilindrada                | Id. Model                 | Anys                      | Núm. Sèrie                | Unitats | Pintura dipòsit |
| ------------------------- | ------------------------- | ------------------------- | ------------------------- | ------------------------- | ------- | --------------- |
| TR 77                     | 310 cc                    | B71                       | 1977 - 1979               | B710001                   | 1.700   | Verd            |
| TR 77                     | 244 cc                    | B72                       | 1977 - 1979               | B720001                   | 600     | Verd            |
|                           |                           |                           |                           |                           |         |                 |
| TR 80 350                 | 302,7 cc                  | B73                       | 1980 - 1983               | B730001                   | 4.700   | Groc            |
| TR 80 250                 | 230,9 cc                  | B76                       | 1981 - 1983               | B760001                   | 1.600   | Carbassa        |
|                           |                           |                           |                           |                           |         |                 |
| TR 303                    | 303 cc                    | B120                      | 1983 - 1985               | B120 001                  | 700     | Vermell         |
| Total d'unitats produïdes | Total d'unitats produïdes | Total d'unitats produïdes | Total d'unitats produïdes | Total d'unitats produïdes | 9.300   |                 |

1. ↑  Inicialment, groga; carbassa d'encà de 1981

### TR 77

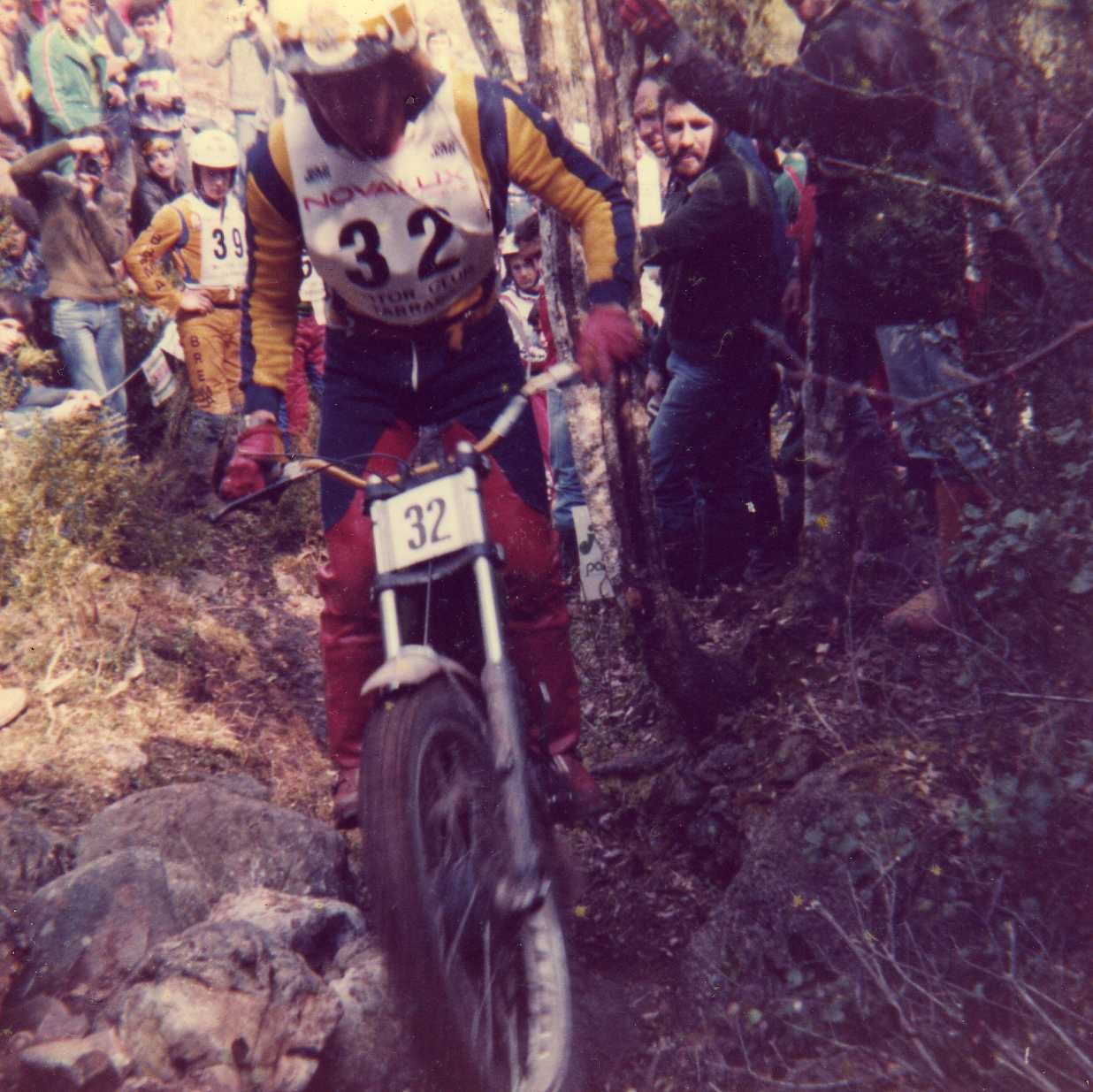
Mick Andrews amb l'OSSA verda al Trial de Sant Llorenç de 1978

Tot i emprar el mateix bastidor que la MAR, el canvi estètic i mecànic que representava la TR 77 era considerable. La carrosseria combinava el verd cridaner de les fibres (dipòsit i tapes de filtre, diferents i més estretes) amb el negre de bastidor i basculant, essent els parafangs de plàstic blanc. La moto era vuit quilos més lleugera que la MAR i, entre altres canvis, presentava uns frens millorats, un nou silenciador (essent ara de mides considerables) i uns nous amortidors Betor muntats amb més inclinació sobre un basculant més curt.
Pel que fa al motor, cal destacar-ne la tornada a l'encesa per contactes del ruptor (per tal d'aconseguir una millor resposta a baixes revolucions), un nou tub d'escapament i un carburador Bing del 26. També estrenava una nova culata amb aletes sensiblement diferents.
Fitxa tècnica
| TR 77              | TR 77                 | TR 77                 | TR 77 |
| ------------------ | --------------------- | --------------------- | ----- |
|                    | 350                   | 250                   |       |
| Id. Model          | B71                   | B72                   |       |
| Núm. Sèrie         | B710001               | B720001               |       |
| Anys               | 1977 - 1979           | 1977 - 1979           |       |
| CC                 | 310                   | 244                   |       |
| Diàmetre x Carrera | 77 x 65 mm            | 72 x 60 mm            |       |
| Compressió         | 9:1                   | 9:1                   |       |
| CV                 | ?                     | ?                     |       |
| Carburador         | Bing 26 mm            | Bing 26 mm            |       |
| Canvi              | 5 velocitats          | 5 velocitats          |       |
| Suspensió davant   | Forquilla telescòpica | Forquilla telescòpica |       |
| Suspensió darrera  | Amortidors hidràulics | Amortidors hidràulics |       |
| Pneumàtic davant   | 2,75 x 21             | 2,75 x 21             |       |
| Pneumàtic darrera  | 4,00 x 18             | 4,00 x 18             |       |
| Frens davant       | Tambor 122 mm         | Tambor 122 mm         |       |
| Frens darrera      | Tambor 122 mm         | Tambor 122 mm         |       |
| Pes en sec         | 99 Kg                 | 98,5 Kg               |       |
| Capacitat dipòsit  | 4,9 litres            | 4,9 litres            |       |
| Pintura dipòsit    | Verd                  | Verd                  |       |

### TR 80

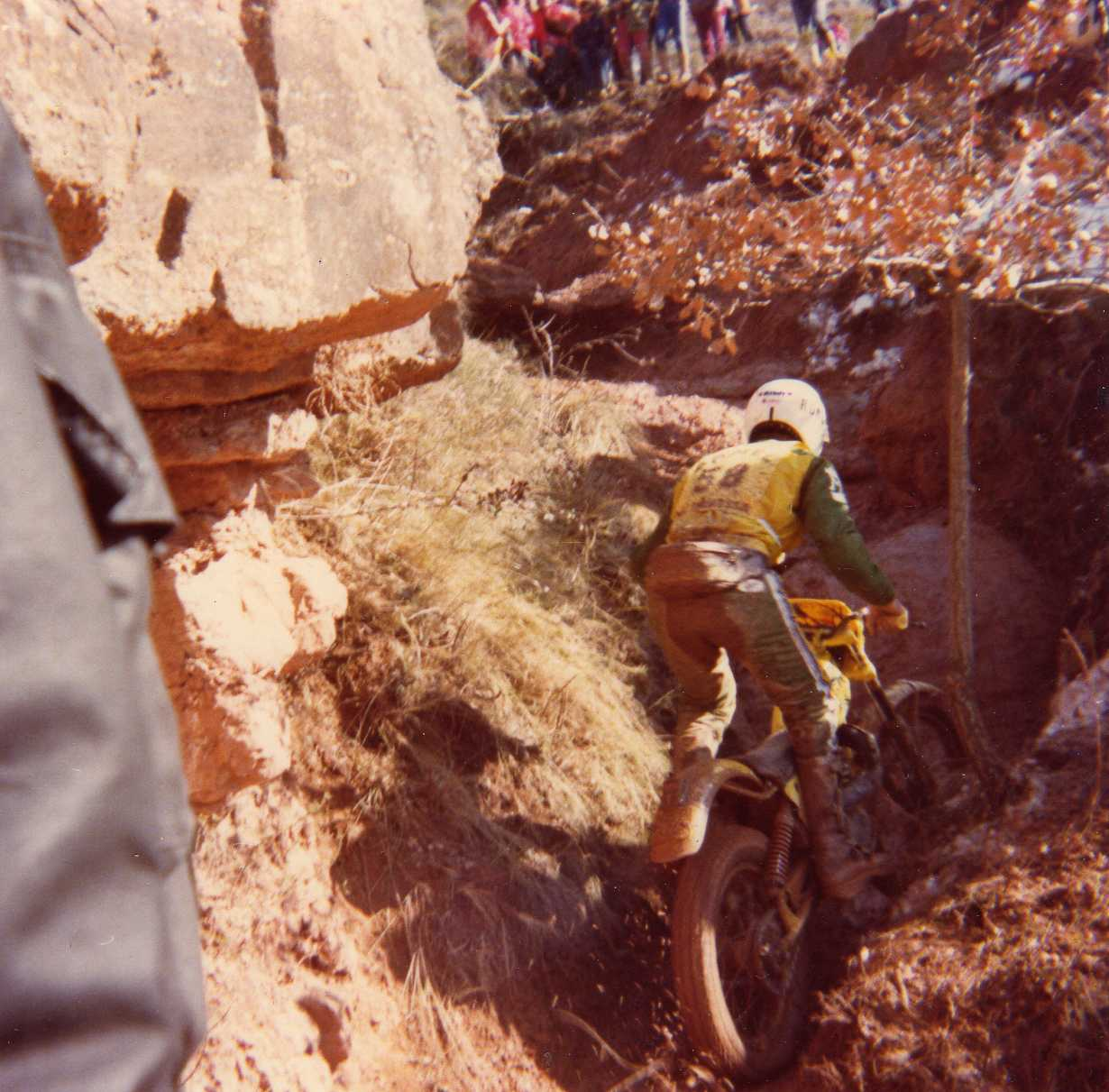
Peter Van Enckevort amb l'OSSA groga al Trial de Sant Llorenç de 1981

Aquesta versió encetà una nova "nissaga" de motocicletes de trial OSSA, renovant totalment el concepte que la marca hi havia anat aplicant des de les primeres MAR i seguit després breument per la TR 77. La nova TR 80, coneguda per tothom com a la Groga pel seu cridaner color groc integral (xassís, dipòsit, tapes de filtre, amortidors, parafangs i manillar), representà una renovació absoluta, no només pel que fa a l'estètica i al xassís, ara amb un bastidor multitubular desmuntable, sinó també al motor. Aquest, basat en els models grans d'enduro de la marca, constava ara de cilindre de cinc aletes, culata d'aletejat radial i un carburador Amal del 27, juntament amb un tub d'escapament de bufanda i dos silenciadors. El seu disseny fou titllat de «bonic, excepcional i innovador» i, entre altres millores, el xassís oferia el rècord de distància lliure a terra.
La cilindrada de la versió 350 era de 303 cc i no pas 350 com indicaven els fullets comercials (amb una carrera curta de 65 x 77 de diàmetre). Pel que fa a la 250, cubicava 230 cc amb una carrera també curta (60 x 70 de diàmetre) i va sortir al mercat el 1980 amb el mateix color groc que la 350, esdevenint carbassa "albercoc" d'ençà de 1981. S'ha dit que era més lleugera que la 350.
Fitxa tècnica
| TR 80              | TR 80                 | TR 80                 | TR 80 |
| ------------------ | --------------------- | --------------------- | ----- |
|                    | 350                   | 250                   |       |
| Id. Model          | B73                   | B76                   |       |
| Núm. Sèrie         | B730001               | B760001               |       |
| Anys               | 1980 - 1983           | 1981 - 1983           |       |
| CC                 | 302,7                 | 230,9                 |       |
| Diàmetre x Carrera | 77 x 65 mm            | 70 x 60 mm            |       |
| Compressió         | 6,5:1                 | 9:1                   |       |
| CV                 | ?                     | ?                     |       |
| Carburador         | Amal 27 mm            | Amal 27 mm            |       |
| Canvi              | 5 velocitats          | 5 velocitats          |       |
| Suspensió davant   | Forquilla telescòpica | Forquilla telescòpica |       |
| Suspensió darrera  | Amortidors hidràulics | Amortidors hidràulics |       |
| Pneumàtic davant   | 2,75 x 21             | 2,75 x 21             |       |
| Pneumàtic darrera  | 4,00 x 18             | 4,00 x 18             |       |
| Frens davant       | Tambor 110 mm         | Tambor 110 mm         |       |
| Frens darrera      | Tambor 120 mm         | Tambor 120 mm         |       |
| Pes en sec         | 92 Kg                 | 89 Kg                 |       |
| Capacitat dipòsit  | 4,8 litres            | 4,8 litres            |       |
| Pintura dipòsit    | Groc                  | Carbassa "albercoc"   |       |

### TR 303
Tres anys després del llançament de la TR 80 aparegué la TR 303, de color vermell "Ferrari" integral. Tot i ser aparentment força semblant a la versió anterior, en estudiar-la amb detall s'hi observen grans diferències: dipòsit més reduït amb ancoratges diferents al bastidor, nou tap de benzina i porta-far Acerbis (per tal de complir amb les noves normatives del trial) i nou tub d'escapament, tot i conservar encara els silenciadors de la TR 80. El motor comptava amb una carburació diferent per tal d'aconseguir una banda més àmplia de potència.
El canvi més important, però, era el bastidor, tallat per la part posterior i amb els mateixos tubs descendents que la versió anterior però ara soldats (en comptes de caragolats) per tal de millorar-ne la rigidesa i fiabilitat -punt feble del model anterior- alhora que s'evitaven vibracions.
Fitxa tècnica
| TR 303             | TR 303                | TR 303 |
| ------------------ | --------------------- | ------ |
| Id. Model          | B120                  |        |
| Núm. Sèrie         | B120 001              |        |
| Anys               | 1983 - 1985           |        |
| CC                 | 303                   |        |
| Diàmetre x Carrera | 77 x 65 mm            |        |
| Compressió         | ?                     |        |
| CV                 | ?                     |        |
| Carburador         | Amal 27 mm            |        |
| Canvi              | 5 velocitats          |        |
| Suspensió davant   | Forquilla telescòpica |        |
| Suspensió darrera  | Amortidors hidràulics |        |
| Pneumàtic davant   | 2,75 x 21             |        |
| Pneumàtic darrera  | 4,00 x 18             |        |
| Frens davant       | Tambor 110 mm         |        |
| Frens darrera      | Tambor 120 mm         |        |
| Pes en sec         | 89 kg                 |        |
| Capacitat dipòsit  | 5,5 litres            |        |
| Pintura dipòsit    | Vermell               |        |